# 2S RT-21 Temp
2S RT-21 Temp foi uma linha de mísseis balísticos intercontinentais da União Soviética, desenvolvida durante a guerra fria, estava em serviço de 1976 - 1986, foi o projeto foi fortemente baseado no RSD-10 Pioneer.
Foi o primeiro ICBM movel da União Soviética.